# Eriogonum rixfordii
Eriogonum rixfordii är en slideväxtart som beskrevs av S. G. Stokes. Eriogonum rixfordii ingår i släktet Eriogonum och familjen slideväxter. Inga underarter finns listade i Catalogue of Life.